# 宮地雅子
宮地 雅子（みやじ まさこ、1966年4月28日 - ）は、東京都出身の女優。ケイファクトリー所属。身長157cm、体重48kg。血液型はA型。日本大学芸術学部演劇学科演技コース卒業。

## 人物・来歴
1988年から1994年まで東京サンシャインボーイズに所属（その関係から、三谷幸喜作品に多く出演）。

## 出演

### テレビドラマ

#### NHK
- 大河ドラマ
  - 八代将軍 吉宗（1995年） - 田沢
  - 篤姫（2008年） - 初瀬
  - 龍馬伝（2010年） - せい
  - 江〜姫たちの戦国〜（2011年） - ヨシ→民部卿局
  - 花燃ゆ（2015年） - トメ
- 連続テレビ小説
  - あぐり（1997年） - 小川みね
  - すずらん（1999年） - 木島里子
  - 天花（2004年） - 畑山順子
  - ひよっこ（2017年） - 佐竹芳江（世津子の叔母）
- 五瓣の椿（2001年） - おはな
- 茂七の事件簿 ふしぎ草紙（2001年） - おたき
- 茂七の事件簿 新ふしぎ草紙（2002年） - おたき
- スロースタート（2007年） - 渡辺広美
- 中学生日記（2009年） -水谷恭子・凌子の母
- 薄桜記（2012年） - カメ
- 生きたい たすけたい（2014年） - 小野寺恵子
- 限界集落株式会社（2015年） - 矢口由紀子
- 歪んだ波紋（2019年） - 柴山由美絵
- 善人長屋 第5話（2022年） - 藤江

#### 日本テレビ
- グッドラック（1996年） - 木村緑
- サービス（1998年） - 土井奈加
- 受験の神様（2007年） - 西園寺文江
- 有閑倶楽部（2007年） - 桜川朝子
- 斉藤さん（2008年） - 宇田川夫人
- スクラップ・ティーチャー〜教師再生〜（2008年） - 上野の母
- 赤鼻のセンセイ（2009年） - 藤原理沙の母
- サムライ・ハイスクール（2009年） - 小清水恵美子
- 美咲ナンバーワン!!（2011年） - 渡辺の母
- 生きてるだけでなんくるないさ（2011年） - 植木容子（看護師長）
- クレオパトラな女たち（2012年） - 村松春
- 理想の息子（2012年） - 太田 役
- ST 赤と白の捜査ファイル（2014年） - 大崎佳子
- 金曜ロードSHOW! 「Dr.ナースエイド」（2014年） - 鶴賀千代子
- 花咲舞が黙ってない 第2シリーズ（2015年） - 伊沢良子
- 青春探偵ハルヤ〜大人の悪を許さない!〜（2015年） - 寮長
- 孤食ロボット（2017年） - 小橋サエコ
- 愛してたって、秘密はある。（2017年） - 五十嵐薫
- あなたの番です（2019年） - 甲野貴文の母
- 肝臓を奪われた妻 第1話・第9話（2024年4月3日・5月29日） - 優香の母[1][2]

#### TBS
- ぽっかぽか（1994 - 1996年） - 宮間春子
- ジューン・ブライド（1995年） - 榎木すみれ
- 結婚しようよ（1996年） - 園部伸子
- 真昼の月（1996年）
- ザ・ドクター（1999年） - 淺川圭子
- 木更津キャッツアイ（2002年） - うっちー（内山はじめ）の母
- 3年B組金八先生（2004年） - 中村美佐子
- 虹のかなた（2004年） - 節子
- すずがくれた音（2004年） - 大沢夏子
- 吾輩は主婦である（2006年） - みな子
- 僕たちの戦争（2006年） - 石庭吾一の母
- 嫌われ松子の一生（2006年） - 藤堂操
- ジョシデカ!-女子刑事-（2007年） - 小高美帆の母
- SCANDAL（2008年）
- ゴッドハンド輝（2009年） - 遠藤睦美
- ハンチョウ〜神南署安積班〜（2009年） - 川本成美
- 夏うたドラマSP 幸せの贈り物（2009年） - 高杉幹子
- おひとりさま（2009年） - 坂上先生
- 浅見光彦〜最終章〜（2009年）
- ビギナーズ!（2012年） - 細川福子
- 家族狩り（2014年） - 大熊
- この世界の片隅に（2018年） - 堂本美津
- メゾン・ド・ポリス（2019年） - 市野沢和子
- わたし、定時で帰ります。（2019年） - 種田佳乃子
- 月曜ミステリー劇場
  - 「自治会長・糸井緋芽子社宅の事件簿3」（2003年） - 朝比奈香苗
  - 「ざこ検事 潮貞志の事件簿3」（2005年） - 長野民子
- 月曜ゴールデン
  - 「税務調査官・窓際太郎の事件簿17」（2008年） - 島崎律子

#### フジテレビ
- 振り返れば奴がいる（1993年） - 内村恵美（エミちゃん） 役
- 明日はだいじょうぶ（1996年） - 山本蘭子 役
- ナースのお仕事2（1997年） - 中尾悦子 役
- 板橋マダムス（1998年） - 花園しほり 役
- 古畑任三郎（1999年） - 黒部 役
- HR（2002年） - 梅津さん 役
- 薔薇の十字架（2002年） - 北村みどり 役
- ショムニ（2002年） - 君島波子 役
- FIRE BOYS 〜め組の大吾〜（2004年）
- 離婚弁護士（2004年） - 宮本雅子 役
- ママが料理をつくる理由（2007年）
- 笑顔をくれた君へ〜女医と道化師の挑戦〜（2008年） - 向井節子 役
- CHANGE（2008年）
- コード・ブルー -ドクターヘリ緊急救命-（2008年） - 福島清美 役
- 非婚同盟（2009年） - 大江弥生 役
- チーム・バチスタ第2弾 ナイチンゲールの沈黙（2009年） - 岡部貴美子 役
- まっすぐな男（2010年）
- ハングリー!（2012年） - 桃子の母 役
- PRICELESS〜あるわけねぇだろ、んなもん!〜（2012年） - 模合徳子 役
- 最高の離婚（2013年） - 矢萩聡子 役
- 幽かな彼女（2013年） - 京塚麗子 役
- GTO（2014年） - 波多野玲子 役
- フラジャイル（2016年） - 大塚佐知代 役
- 嘘の戦争（2017年） - 三輪聡子 役
- 真昼の悪魔（2017年） - 梶本喜子 役
- スキャンダル専門弁護士 QUEEN（2019年） - 井口奈々子 役
- ストロベリーナイト・サーガ（2019年） - 相楽康江 役
- モンスター 第10話・最終話（2024年12月16日・23日、関西テレビ） - 横沢あやめ 役[3]
- 金曜プレステージ
  - 「赤い霊柩車シリーズ」（2010年） - 夏目房子 役
  - 「出張鑑定人・宝来伝吉1」（2014年） - 寺尾朋子 役
  - 「検事・霞夕子」（2014年） - 占部陽子 役
- 世にも奇妙な物語
  - 「よう、鈴木!」（2000年） - 渾太望雅子 役

#### テレビ朝日
- 君の手がささやいている
- 菊次郎とさき（2001年） - 谷川かつゑ 役
- 相棒 season2 第7話「消えた死体」（2003年11月26日） - 阿部由紀子 役
- はみだし刑事情熱系（2004年） - 松原多恵子 役
- パズル（2008年） - 青柳かなえ 役
- メイド刑事（2009年） - 宇野悦子 役
- 同窓会〜ラブ・アゲイン症候群（2010年） - 板倉真理子 役
- 警視庁捜査一課9係（2010年） - 白石都 役
- DOCTORS〜最強の名医〜（2011年 - 2023年） - 田村戸紀子 役
- アイムホーム （2015年）
- エイジハラスメント（2015年） - 阿部真理亜 役
- 緊急取調室（2015年） - 市原聡子 役
- 松本清張ドラマスペシャル 黒い樹海（2016年） - 村田頼子 役
- グッドパートナー 無敵の弁護士（2016年） - 朝丘理恵子 役
- ドクターX〜外科医・大門未知子〜（2016年） - 河合由美 役
- 科捜研の女
  - Season17 第17話（2018年） - 日野恵津子 役
  - Season21 第18話（2022年） - 日野恵津子 役
- あなたには渡さない（2018年） - 立石佐知子 役
- 私のおじさん〜WATAOJI〜（2019年）
- サイン (2011年の韓国のテレビドラマ)（2019年） - 山本刑務官 役
- BG〜身辺警護人〜 第2章（2020年） - 住野凛子 役
- 七人の秘書（2020年）
- コタローは1人暮らし（2021年） - 狩野多希子 役
- NICE FLIGHT!（2022年） - 倉田たまき 役
- 土曜ワイド劇場
  - 「終着駅シリーズ28」（2014年） - 高木久子 役
  - 「京都南署鑑識ファイル10」（2016年） - 宇佐見幸恵 役

#### テレビ東京
- バースデイ〜こちら椿産婦人科〜（1999年） - 小山田弓子 役
- トラブルマン（2010年） - 田川の妻 役
- ナイルパーチの女子会（2021年1月30日 - 3月20日、BSテレ東） - 志村不二子 役

#### WOWOW
- 准教授・高槻彰良の推察 Season2 第4話-第6話（2021年10月31日-11月14日） - 杉原聡子 役

#### ABCテレビ
- ハレ婚。（2022年1月16日 - 3月13日） - 前園直子 役

#### TwellV
- カウンターのふたり（2012年） - 結城千佳 役

### 映画
- 私立探偵 濱マイク（1993 - 1996年） - 近藤雅子
- 命（2002年） - 小島
- 木更津キャッツアイ 日本シリーズ（2003年） - うっちー（内山はじめ）の母
- ぼくたちと駐在さんの700日戦争（2008年） - 看護師・川崎さん
- ヴィヨンの妻 〜桜桃とタンポポ〜（2009年）
- 群青（2009年） - 比嘉瑛子
- うさぎドロップ（2011年）
- 太陽の蓋（2016年）
- 科捜研の女 -劇場版-（2021年） -  日野恵津子 役

### 舞台
- 天国から北へ3キロ（1989年） - 千代田たま子
- 彦馬がゆく（1990年、1993年） - 神田小豆
- 12人の優しい日本人（1990年） - 陪審員10号
- ラヂオの時間（1993年） - 鈴木みや子
- サザエさん（1994年） - 磯野ワカメ
- 君となら〜Nobody Else But You（1995年、1997年） - 小磯ふじみ
- オケピ!（2000年） - 主婦・十勝（チェロ）
- 蒙古が襲来（2025年）[4]